# Place Vendome
Place Vendome — немецкий хард-роковый проект. Создан в 2005 году Деннисом Уордом, лидером группы Pink Cream 69, и Михаэлем Киске (ex-Helloween). На выбор названия проекта, предположительно, повлиял фильм Place Vendome (Вандомская площадь, 1998) с участием Катрин Денёв.
В 2005 году коллектив записал одноимённый альбом в классическом хард-роковом ключе.
В январе 2008 года музыканты приступили к записи нового альбома. К прежним участникам, Деннису Уорду, Михаэлю Киске, Косте Зафириу и Гюнтеру Верно, присоединились Ронни Мильянович (Saint Deamon, Primal Fear), Торсти Спооф (Leverage) и Роберт Солл (Work Of Art).
За этим альбомом в 2009 году следуют следующий альбом Streets of Fire и новый клип, спустя годы в котором снялся Киске.
В 2013 году вышел третий студийный альбом - Thunder In The Distance.

## Состав
- Михаэль Киске (Ill Prophecy, Helloween, Michael Kiske, Supared, Kiske) — лидер-вокал
- Уве Райтенауэр (Pink Cream 69) — гитара
- Деннис Уорд (Pink Cream 69) — бас-гитара
- Гюнтер Верно (Vanden Plas) — клавишные
- Коста Зафироу (Pink Cream 69) — ударные

## Приглашённые гости
- Каролин Вольф — бэк-вокал (треки 2 и 4)
- Альфред Кёффлер (Pink Cream 69) — гитара (треки 7 и 8)

## Альбомы
- Place Vendome (2005)
- Streets of Fire (20 февраля 2009)
- Thunder In The Distance (2013)
- Close To The Sun (2017)